# 吴堡站
吴堡站，位于中华人民共和国陕西省榆林市吴堡县，是太中银铁路上的火车站，建于2009年，2011年1月11日启用，由西安铁路局韩城车务段管辖。

## 車站周邊
- 宋川镇张家墕完全小学

## 歷史
- 建于2009年。

## 外部連結
- 中国铁路客户服务中心（页面存档备份，存于）